# Isla Pingüino (Santa Cruz)
La isla Pingüino es una isla ubicada en la costa centro-norte de la provincia de Santa Cruz (Argentina).

## Ubicación geográfica
Se encuentra a 21 km al sudeste de la ciudad de Puerto Deseado, y a aproximadamente 3 km de la costa continental. Sus dimensiones aproximadas son 1200 m en sentido norte-sur por 1050 m en sentido este-oeste.

## Historia
La isla fue conocida por los viajeros y navegantes desde su descubrimiento en el siglo XVI hasta mediados del siglo XIX como isla de los Reyes. Para las naves en viaje rumbo al estrecho de Magallanes, esta isla solía ser un punto de aprovisionamiento de víveres, especialmente huevos de aves y grasa y cueros de lobos marinos, al existir en la misma grandes loberías y colonias de reproducción de varias especies aves marinas. El capitán Villegas del bergantín Belén, de la expedición del Capitán de Fragata Ramón Clayrac, encargado de desalojar los establecimientos ingleses de la Patagonia, fue el primero en levantar el plano de la isla que los ingleses llamaban Penguin, por lo característico de la fauna y que hoy se conoce como isla Pingüino.
A fines del siglo XVIII se instaló una factoría de la Real Compañía Marítima en Puerto Deseado que procesaba la grasa de los lobos marinos cazados en la isla Pingüino, instalación que duró hasta principios del siglo XIX.
En la isla existió un apostadero naval y un faro de la Marina Argentina desde principios del siglo XX hasta mediados del mismo siglo. Estas instalaciones se encuentran abandonadas, pero el faro en la actualidad continua en servicio, alimentado mediante energía solar fotovoltaica (paneles solares y baterías). El alcance de su lámpara es de 12 millas náuticas.

## Utilización en elsigloXXI
La isla es un destino ecoturístico para el avistaje de aves marinas, comercializada por varias compañías turísticas de Puerto Deseado.